# Noah Baumann
Noah Baumann (Phoenix, 17 januari 1999) is een Amerikaans basketballer.

## Carrière
Baumann speelde van 2017 tot 2019 collegebasketbal voor de San Jose State Spartans. Na een jaar te hebben uitgezeten ging hij spelen voor USC Trojans van 2020 tot 2021. De volgende twee seizoenen speelde hij voor Georgia Bulldogs en Grand Canyon Antelopes. In 2023 werd hij niet gekozen in de NBA draft maar tekende wel zijn eerste profcontract bij de Oostenrijkse eersteklasser Kapfenberg Bulls. In de zomer van 2024 tekende hij bij de Belgische eersteklasser Leuven Bears.